# الحلافي
قرية الحلافي هي إحدى القرى التابعة لمركز البلينا بمحافظة سوهاج في جمهورية مصر العربية. حسب إحصاءات سنة 2006، بلغ إجمالي السكان في الحلافي 10264 نسمة، منهم 4781 رجل و5483 امرأة.